# Jonas Bergner
Jonas Bergner, född 1 februari 1710 i Älvestads socken, död 7 februari 1763 i Skeppsås socken, var en svensk präst.

## Biografi
Jonas Bergner föddes 1710 i Älvestads socken. Han var son till kyrkoherden Laurentius Bergner och Mechtill Bornelius. Efter studier i Linköping blev han 1730 student vid Uppsala universitet. Bergner prästvigdes 29 april 1738 och blev 1744 komminister i Älvestads församling. Han avlade pastoralexamen 1 juni 1758 och blev 16 november 1758 kyrkoherde i Skeppsås församling. Bergner avled 1763 i Skeppsås socken. Vid hans död författade prästen Johan Norström en gravskrift.

### Familj
Bergner gifte sig 11 januari 1743 med Anna Christina Krönstrand (1710–1782). Hon var dotter till kyrkoherden Jonas Cronstrand och Elisabeth Öring i Varvs socken. De fick tillsammans barnen Mechtild (1744–1785), Jonas (1746–1772), Lars och Hedvig Fredrica (1753–1790).